# Heterelmis comalensis
Heterelmis comalensis là một loài bọ cánh cứng trong họ Elmidae. Loài này được Bosse, Tuff & Brown miêu tả khoa học năm 1988.